# Plusia japonibia
Plusia japonibia är en fjärilsart som beskrevs av Felix Bryk 1948. Plusia japonibia ingår i släktet Plusia och familjen nattflyn. Inga underarter finns listade i Catalogue of Life.